# Mistrzostwa Świata w Lekkoatletyce 2022 – rzut młotem mężczyzn
Rzut młotem mężczyzn – jedna z konkurencji technicznych rozgrywanych podczas lekkoatletycznych mistrzostw świata na Hayward Field w Eugene.
Tytuł mistrzowski z 2019 obronił Paweł Fajdek.

## Terminarz
| Data     | Godzina |                      |
| -------- | ------- | -------------------- |
| 15 lipca | 09:05   | Kwalifikacje (gr. A) |
| 15 lipca | 10:30   | Kwalifikacje (gr. B) |
| 16 lipca | 12:00   | Finał                |

## Rekordy
Tabela prezentuje rekord świata, rekord mistrzostw świata, rekordy kontynentów oraz najlepszy wynik na listach światowych w sezonie 2022 przed rozpoczęciem mistrzostw.
|                            | Zawodnik                | Wynik | Miejsce   | Data                  | Źródło |
| -------------------------- | ----------------------- | ----- | --------- | --------------------- | ------ |
| Rekord świata              | Jurij Siedych           | 86,74 | Stuttgart | 30 sierpnia 1986(dts) | [ 2 ]  |
| Listy światowe             | Wojciech Nowicki        | 81,58 | Chorzów   | 5 czerwca 2022(dts)   | [ 2 ]  |
| Rekord mistrzostw świata   | Iwan Cichan             | 83,63 | Helsinki  | 8 sierpnia 2005(dts)  | [ 2 ]  |
| Rekord Afryki              | Mostafa Hicham Al-Gamal | 81,27 | Kair      | 21 marca 2014(dts)    | [ 4 ]  |
| Rekord Ameryki Północnej   | Rudy Winkler            | 82,71 | Eugene    | 20 czerwca 2022(dts)  | [ 5 ]  |
| Rekord Ameryki Południowej | Wagner Domingos         | 78,63 | Celje     | 19 czerwca 2016(dts)  | [ 6 ]  |
| Rekord Australii i Oceanii | Stuart Rendell          | 79,29 | Varaždin  | 6 lipca 2002(dts)     | [ 7 ]  |
| Rekord Azji                | Kōji Murofushi          | 84,86 | Praga     | 29 czerwca 2003(dts)  | [ 8 ]  |
| Rekord Europy              | Jurij Siedych           | 86,74 | Stuttgart | 30 sierpnia 1986(dts) | [ 9 ]  |

## Wyniki

### Kwalifikacje
Awans: 77,50 (Q) lub 12 najlepszych rezultatów (q). Źródło: worldathletics.org.
| Pozycja | Grupa | Zawodnik                | Państwo           | Runda | Runda | Runda | Wynik | Uwagi |
| Pozycja | Grupa | Zawodnik                | Państwo           | 1     | 2     | 3     | Wynik | Uwagi |
| ------- | ----- | ----------------------- | ----------------- | ----- | ----- | ----- | ----- | ----- |
| 1.      | B     | Paweł Fajdek            | Polska            | 74,63 | 80,09 |       | 80,09 | Q     |
| 2.      | A     | Daniel Haugh            | Stany Zjednoczone | 74,56 | 77,13 | 79,34 | 79,34 | Q     |
| 3.      | A     | Wojciech Nowicki        | Polska            | 79,22 |       |       | 79,22 | Q     |
| 4.      | B     | Bence Halász            | Węgry             | 79,13 |       |       | 79,13 | Q     |
| 5.      | B     | Rudy Winkler            | Stany Zjednoczone | 76,97 | 78,61 |       | 78,61 | Q     |
| 6.      | A     | Eivind Henriksen        | Norwegia          | 78,12 |       |       | 78,12 | Q     |
| 7.      | B     | Quentin Bigot           | Francja           | 75,62 | 77,95 |       | 77,95 | Q     |
| 8.      | B     | Mychajło Kochan         | Ukraina           | 76,62 | 74,95 | 77,58 | 77,58 | Q     |
| 9.      | A     | Nick Miller             | Wielka Brytania   | 77,13 | x     | x     | 77,13 | q,    |
| 10.     | A     | Christos Franddzeskakis | Grecja            | 76,03 | 74.47 | 75,79 | 76,03 | q     |
| 11.     | B     | Humberto Mansilla       | Chile             | 72,85 | 74,39 | 75,33 | 75,33 | q     |
| 12.     | B     | Alex Young              | Stany Zjednoczone | 74,67 | x     | 72,97 | 74,67 | q     |
| 13.     | A     | Adam Keenan             | Kanada            | 74,38 | 74,44 | 72,24 | 74,44 |       |
| 14.     | B     | Javier Cienfuegos       | Hiszpania         | 73,16 | 72,43 | 74,25 | 74,25 |       |
| 15.     | B     | Serghei Marghiev        | Mołdawia          | 70,13 | 73,46 | 74,17 | 74,17 |       |
| 16.     | A     | Diego del Real          | Meksyk            | 73,96 | 74,12 | 73,23 | 74,12 |       |
| 17.     | B     | Rowan Hamilton          | Kanada            | 73,58 | 74,02 | 72,26 | 74,02 |       |
| 18.     | A     | Yann Chaussinand        | Francja           | 72,62 | 73,95 | x     | 73,95 |       |
| 19.     | A     | Marcin Wrotyński        | Polska            | 73,00 | 73,55 | 73,26 | 73,55 |       |
| 20.     | B     | Ragnar Carlsson         | Szwecja           | x     | 72,26 | 73,45 | 73,45 |       |
| 21.     | B     | Thomas Mardal           | Norwegia          | 70,31 | x     | 72,90 | 72,90 |       |
| 22.     | A     | Tristan Schwandke       | Niemcy            | 71,94 | 72,87 | 71,02 | 72,87 |       |
| 23.     | A     | Tuomas Seppänen         | Finlandia         | 72,63 | 72,29 | 72,81 | 72,81 |       |
| 24.     | A     | Hilmar Örn Jónsson      | Islandia          | 72,36 | 72,72 | x     | 72,72 |       |
| 25.     | B     | Mihail Anastasakis      | Grecja            | 70,35 | 70,03 | 72,40 | 72,40 |       |
| 26.     | B     | Allan Wolski            | Brazylia          | x     | 69,56 | 71,27 | 71,27 |       |
| 27.     | B     | Aaron Kangas            | Finlandia         | 69,69 | 69,64 | 68,35 | 69,69 |       |
| 28.     | A     | Joaquín Gómez           | Argentyna         | 69,03 | 68,41 | x     | 69,03 |       |
| -       | A     | Denzel Comenentia       | Holandia          | x     | x     | x     | NM    |       |
| -       | A     | Gabriel Kehr            | Chile             |       |       |       | DNS   |       |

### Finał
Źródło: worldathletics.org
| Pozycja | Zawodnik                | Państwo           | Runda | Runda | Runda | Runda | Runda | Runda | Wynik | Uwagi |
| Pozycja | Zawodnik                | Państwo           | 1     | 2     | 3     | 4     | 5     | 6     | Wynik | Uwagi |
| ------- | ----------------------- | ----------------- | ----- | ----- | ----- | ----- | ----- | ----- | ----- | ----- |
| 01 !    | Paweł Fajdek            | Polska            | 74,71 | 80,58 | 81,98 | 79,13 | x     | x     | 81,98 | WL    |
| 02 !    | Wojciech Nowicki        | Polska            | 77,40 | 80,07 | 81,03 | x     | 79,45 | 79,53 | 81,03 |       |
| 03 !    | Eivind Henriksen        | Norwegia          | 78,89 | 80,87 | x     | 75,55 | 77,74 | 78,19 | 80,87 | SB    |
| 4.      | Quentin Bigot           | Francja           | 79,52 | 78,86 | 80,24 | 79,94 | 79,85 | 79,38 | 80,24 |       |
| 5.      | Bence Halász            | Węgry             | 79,12 | 79,46 | 80,15 | x     | 78,77 | 79,07 | 80,15 | PB    |
| 6.      | Rudy Winkler            | Stany Zjednoczone | 78,91 | 77,49 | x     | 78,51 | 78,99 | 78,89 | 78,99 |       |
| 7.      | Mychajło Kochan         | Ukraina           | 78,07 | 78,83 | x     | 77,94 | 78,16 | 77,97 | 78,83 | SB    |
| 8.      | Daniel Haugh            | Stany Zjednoczone | 76,80 | 78,10 | x     | 76,52 | 77,71 | x     | 78,10 |       |
| 9.      | Christos Franddzeskakis | Grecja            | 77,04 | 74,34 | 76,74 | NQ    | NQ    | NQ    | 77,04 |       |
| 10.     | Humberto Mansilla       | Chile             | 73,91 | 71,71 | 73,05 | NQ    | NQ    | NQ    | 73,91 |       |
| 11.     | Nick Miller             | Wielka Brytania   | x     | x     | 73,74 | NQ    | NQ    | NQ    | 73,74 |       |
| 12.     | Alex Young              | Stany Zjednoczone | 73,60 | 73,53 | x     | NQ    | NQ    | NQ    | 73,53 |       |